# Algeria ai XX Giochi olimpici invernali
L'Algeria ha partecipato ai XX Giochi olimpici invernali di Torino, che si sono svolti dal 10 al 26 febbraio 2006, con una delegazione di due atleti.

## Sci alpino
| Gara    | Atleta                  | 1° manche | 2° manche | Tempo totale | Posizione |
| ------- | ----------------------- | --------- | --------- | ------------ | --------- |
| Super-g | Christelle Laura Douibi | 1'43"54   | 1'43"54   | 1'43"54      | 51        |
| Discesa | Christelle Laura Douibi | 2'09"68   | 2'09"68   | 2'09"68      | 40        |

## Sci di fondo
| Gara                 | Atleta                      | Tempo d'arrivo | Posizione |  |
| -------------------- | --------------------------- | -------------- | --------- |  |
| 50 km tecnica libera | Noureddine Maurice Bentoumi | non finito     |           |  |